# Pedopodisma xingshanensis
Pedopodisma xingshanensis är en insektsart som beskrevs av Zhong, Yulin och Z. Zheng 2004. Pedopodisma xingshanensis ingår i släktet Pedopodisma och familjen gräshoppor. Inga underarter finns listade i Catalogue of Life.